# Soonlepa
Koordinaten: 58° 51′ N, 23° 0′ O
Soonlepa (deutsch Soonlep) ist ein Dorf (estnisch küla) in der Landgemeinde Hiiumaa (bis 2017: Landgemeinde Pühalepa). Es liegt auf der zweitgrößten estnischen Insel Hiiumaa (deutsch Dagö).

## Beschreibung
Soonlepa hat 23 Einwohner (Stand 31. Dezember 2011). Das Dorf liegt 22 Kilometer von der Inselhauptstadt Kärdla (Kertel) entfernt. Von Soonlepa aus erstreckt sich ein weiter Blick auf die Ostsee und die Inselwelt um Hiiumaa.

## Gut Soonlepa
Das Gut von Soonlepa wurde erstmals 1453 urkundlich erwähnt, als es einem Peter von Herzen als Lehen gegeben wurde. Damals gehörte es zum Gutshof Suuremõisa (Großenhof). Um 1785 wurde es selbständig. Letzte deutschbaltische Eigentümerin vor der Enteignung im Zuge der estnischen Landreform 1919 war Baronin Dorothea Stackelberg (geb. Ungern Sternberg).
Das Herrenhaus ist heute nicht mehr erhalten. Zu sehen sind einige Nebengebäude und die zweigeschossige Schnapsbrennerei, die später zu einem Stall umgebaut wurde. Sehenswert ist der Weinkeller aus dem Jahr 1855.